# Дефтер
Дефтер — у Османській імперії — «зошит» — реєстрова книга, куди заносилась інформація про землі, доходи, населення окремих регіонів держави. Дефтердар — скарбник.